# Bolivia en los Juegos Olímpicos de Pyeongchang 2018
Bolivia estuvo representada en los Juegos Olímpicos de Pyeongchang 2018 por dos deportistas masculinos que compitieron en dos deportes.
El portador de la bandera en la ceremonia de apertura fue el esquiador alpino Simon Breitfuss Kammerlander. El equipo olímpico boliviano no obtuvo ninguna medalla en estos Juegos.